# FK Almaty
Maillots
L'Almaty Fýtbol Klýby (en kazakh : Алматы футбол клубы), plus couramment abrégé FK Almaty, est un club kazakh de football basé dans la ville d'Almaty et actif entre 2000 et 2008.

## Histoire
Formé en 2000 sous le nom Tsesna avant d'adopter l'appellation FK Almaty à partir de 2003, le club fait lors de cette dernière année son entrée dans la deuxième division kazakhe où il termine deuxième du groupe Nord-Est avant d'accéder à la promotion en s'imposant contre l'Ekibastouz-1979 durant les barrages de montée.
Pour sa première saison dans l'élite, l'équipe termine dix-huitième du championnat 2004 avant de finir treizième l'année suivante. La saison 2006 est de loin la plus notable de son histoire, le club parvenant cette année-là à remporter la Coupe du Kazakhstan tout en terminant cinquième en championnat. Cette performance lui permet de se qualifier pour la Coupe UEFA à l'été 2007, d'où il est cependant éliminé d'entrée par le club slovaque du ViOn Zlaté Moravce.
Par la suite, le FK Almaty termine successivement sixième puis huitième du championnat entre 2007 et 2008 et parvient à disputer une nouvelle finale de coupe lors de cette dernière année, avant d'être cette fois battu par le FK Aktobe.
En défaut de paiement à la fin de l'année 2008, le club disparaît officiellement durant le mois de décembre. Les restes de l'équipe, en particulier son encadrement technique, se joignent par la suite au Megasport Almaty qui déménage à Astana pour former le Lokomotiv Astana en début d'année 2009.

## Bilan sportif

### Palmarès
| Compétitions nationales                                             |
| ------------------------------------------------------------------- |
| - Coupe du Kazakhstan (1) : - Vainqueur : 2006. - Finaliste : 2008. |

### Bilan par saison
| Saison | Championnat | Championnat | Championnat | Championnat | Championnat | Championnat | Championnat | Championnat | Championnat | Championnat | Coupe du Kazakhstan |
| Saison | Division    | Pos         | Pts         | J           | V           | N           | D           | BP          | BC          | Diff        | Coupe du Kazakhstan |
| ------ | ----------- | ----------- | ----------- | ----------- | ----------- | ----------- | ----------- | ----------- | ----------- | ----------- | ------------------- |
| 2003   | 2e Nord-Est | 2e          | 48          | 22          | 15          | 3           | 4           | 61          | 22          | +39         | Seizièmes de finale |
| 2004   | 1re         | 18e         | 20          | 36          | 4           | 8           | 24          | 22          | 53          | -31         | Huitièmes de finale |
| 2005   | 1re         | 13e         | 30          | 30          | 9           | 3           | 18          | 30          | 43          | -13         | Huitièmes de finale |
| 2006   | 1re         | 5e          | 48          | 30          | 13          | 9           | 8           | 36          | 29          | +7          | Vainqueur           |
| 2007   | 1re         | 6e          | 44          | 30          | 13          | 5           | 12          | 35          | 32          | +3          | Seizièmes de finale |
| 2008   | 1re         | 8e          | 37          | 30          | 10          | 7           | 13          | 33          | 39          | -6          | Finale              |

Légende
- Vainqueur de la compétition
- Vice-champion ou finaliste de la compétition
- Promotion en division supérieure

### Bilan européen
Note : dans les résultats ci-dessous, le score du club est toujours donné en premier.
| Saison    | Compétition | Tour           | Club               | Domicile | Extérieur | Total |
| --------- | ----------- | -------------- | ------------------ | -------- | --------- | ----- |
| 2007-2008 | Coupe UEFA  | Premier tour Q | ViOn Zlaté Moravce | 1 - 1    | 1 - 3     | 2 - 4 |

Légende
- Victoire ou qualification pour le tour suivant
- Match nul
- Défaite ou élimination de la compétition

## Entraîneurs
La liste suivante présente les différents entraîneurs connus du club.
- Edgar Gess (en) (février 2004-août 2004)
- Eldar Gassanov (août 2004-décembre 2004)
- Igor Romanov (janvier 2005-juin 2005)
- Anton Joore (juin 2005-juin 2007)
- Arno Pijpers (juin 2007-décembre 2007)
- Marco Bragonje (janvier 2008-juin 2008)
- Grigori Babayan (juin 2008-juillet 2008)
- Bernd Storck (juillet 2008-décembre 2008)

## Identité visuelle

Logo du club.
Ancien logo.